# 闽西义勇军
闽西义勇军是第二次国共内战时期闽西的一支由脱离国民党当局的部队组成的军队，存在于1949年6月—10月底。
1949年5月，福建省第七行政督察区卸任专员李汉冲、在任专员练惕生及地方实力派人士傅柏翠等在上杭通电起义，宣布脱离国民党当局，接受中国共产党领导。起义部队包括福建省保安第四团、第七行政督察专员公署自卫总队及若干县自卫队。6月，闽西起义武装自行成立“闽西义勇军司令部”，接受中国人民解放军闽粤赣边纵队及其闽西南临时联合司令部的指挥领导。闽西义勇军司令部下辖1个基干团、5个独立团、4个支队、4个游击区，但大部分部队组织涣散，徒具虚名，少数部队起义后叛变、溃散或上山为匪。闽西义勇军一部曾配合闽西南临时联合司令部第七支队短暂占领连城县城和上杭县城。10月底，闽西义勇军司令部撤销，所属基干团等部分武装整顿后编入福建第八军分区地方武装。